# Lords River/Tūtaekawetoweto
Der Lords River/Tūtaekawetoweto ist ein Fluss auf Stewart Island, der drittgrößten Insel Neuseelands.

## Geographie
Der Fluss entspringt in einer Bergkette südwestlich des 514 m hohen Bald Hill, fließt Richtung Osten und knickt erst in südwestliche, dann in südöstliche Fließrichtung ab, bevor er letztlich in einen mehrere Kilometer langen Meeresarm des Südpazifiks an der Ostküste der Insel mündet. In dessen Ausgang liegt die kleine Insel Horomamae/Owen Island. Sowohl an der Mündung des Flusses als auch des Fjords liegen Hütten.

## Geschichte
Die Bezeichnung als Lords River geht auf den Walfänger Simeon Lord zurück. Die Māori nannten den Fluss damals Rotapa. Im Ngāi Tahu Claims Settlement Act wurde 1998 der duale Name Lords River/Tūtaekawetoweto beschlossen.